# Simon Lian
Lian Chen-xiang (en chino, 連晨翔; pinyin, Lián Chén Xiáng) (Shulin, Nuevo Taipéi, 3 de enero de 1992), mejor conocido bajo su nombre artístico de Simon Lian o simplemente Simon, es un cantante y actor taiwanés. Es principalmente conocido por haber sido miembro del grupo masculino SpeXial entre 2014 y 2017.

## Biografía

### Primeros años
Lian Chen-xiang nació el 3 de enero de 1992 en el distrito de Shulin, Nuevo Taipéi. Asistió y se graduó de la Universidad Ming Chuan con una licenciatura en economía. El 26 de mayo de 2014, la agencia Comic International Productions anunció la incorporación de Lian junto a otros dos nuevos miembros al grupo de mandopop taiwanés, SpeXial. Lian fue descubierto por un cazatalentos de la agencia mientras trabajaba en una tienda de ropa. Lian debutó con dicho grupo bajo el nombre inglés de "Simon" el 5 de junio, durante la conferencia de prensa del segundo álbum del grupo, Break It Down. El álbum fue lanzado el 12 de junio y en su primera semana se posicionó en el tercer puesto del Ranking Top Five de 2014.

### Carrera
El 31 de mayo de 2015, el grupo ganó dos Hito Music Awards en las categorías de "grupo hito" y "grupo más popular". En 2016, SpeXial se dio a conocer en el mercado chino participando en diversas series y películas web. En agosto, Simon participó en la serie web Men with Sword, en la que actuó junto a sus compañeros Evan, Dylan, Zhiwei, Wayne, Ian y Win. El 5 de junio, SpeXial nuevamente ganó los premios "grupo hito" y "grupo más popular" en los Hito Music Awards de 2016.
El 4 de noviembre de 2016, Simon abandonó sus estudios en la National Taiwan University of Arts para prepararse para el servicio militar. Continuó trabajando con el grupo hasta el último evento público, una rueda de prensa de High 5 Basketball, celebrada el 11 de diciembre. El 25 de enero de 2017, anunció en su página personal de Facebook que había solicitado la terminación de su contrato con Comic International Productions debido a "cuentas poco claras", y que tenía la intención de abandonar SpeXial. Se retiró oficialmente el grupo el 2 de febrero de 2017. Lian fue el primer miembro en abandonar SpeXial, seguido de su compañero Zhiwei, quien dejó el grupo el 23 de marzo del mismo año.

## Filmografía

### Televisión
| Año  | Título            | Papel                         | Notas          |
| ---- | ----------------- | ----------------------------- | -------------- |
| 2014 | Angel 'N' Devil   | Ke Zheng-ming, Weng Jing-ting | Principal      |
| 2016 | High 5 Basketball | Lin Ziping                    | Coprotagonista |
| 2018 | Youth             | Xu Pei-shan, Lai Meng-jie     | Principal      |

### Series web
| Año  | Título                 | Papel           | Notas                  |
| ---- | ---------------------- | --------------- | ---------------------- |
| 2014 | Hold Live in Love      | Hombre malvado  | Invitado (episodio 9)  |
| 2014 | GTO                    | Estudiante      | Invitado               |
| 2014 | The X-Dormitory        |                 | Invitado (episodio 40) |
| 2014 | Panic Syndrome No.3:44 | Lian Chen-xiang | Invitado               |
| 2016 | Men with Sword         | Qiu Zhen        | Invitado               |